# Céleste Hardouin
Céleste Hardouin, née Toulmé le 12 juillet 1832 à Bréhémont (France) et morte le 9 janvier 1904 à Paris, est une institutrice et militante française pour l'instruction laïque des femmes et le féminisme.
Dénoncée comme ayant participé à la Commune de Paris en 1871, elle est arrêtée et emprisonnée. Elle écrit le récit de sa captivité. Après sa libération, elle reprend l'enseignement, fonde une école et milite pour le féminisme et la laïcité.
Elle est la fondatrice de la Ligue française pour l'amélioration du travail des femmes, et prend part à plusieurs congrès ouvriers, où elle affirme notamment la nécessité de l'instruction obligatoire pour résoudre la question du travail des femmes. Elle propose aussi un plan d'enseignement féminin pour favoriser l'égalité entre les sexes.

## Biographie
Fille de Céleste Herpin et de Pierre Toulmé, Céleste Toulmé (qui porte le prénom de sa mère) naît le 12 juillet 1832 à Bréhémont, en Indre-et-Loire au sein d'une fratrie de six enfants (deux autres enfants sont morts en très jeune âge) Elle épouse Pierre Hardouin (1828-1904), bourrelier, sellier puis maître d'école, le 4 février 1850, dans cette même commune. En 1951, elle donne naissance à Arthur Hardouin.
Céleste Hardouin s'installe à Paris, où elle est institutrice dans le 18e arrondissement à la fin du Second empire,.
À la fin de la Guerre franco-allemande de 1870, lors du siège de Paris, elle se porte volontaire comme infirmière.

### Commune de Paris
Le mouvement insurrectionnel de la Commune de Paris se déroule du 18 mars au 28 mai 1871. La participation de Céleste Hardouin ne semble pas active, bien qu'elle soit plutôt bienveillante à l'égard de la Commune. Elle est surtout spectatrice des événements, et ne participe pas activement à la Commune ; elle en partage cependant quelques revendications, et assiste à deux séances du Club de la Révolution sociale.
Elle est cependant arrêtée comme « communarde » sur dénonciation, le 7 juillet, dans la salle de classe où elle enseigne,. Elle est faussement accusée d'avoir dirigé deux clubs populaires et une barricade.

### Emprisonnement
Céleste Hardouin est incarcérée à Versailles, d'abord dans la prison de l'Orangerie, puis dans la prison des Chantiers pour les femmes et les enfants,. Elle prend l'initiative de donner des cours d'instruction aux enfants, jusqu'à ce qu'ils soient mis à part. Ensuite transférée à la maison de correction située rue de Paris, elle y rencontre Louise Michel.
Elle racontera sa captivité et son instruction judiciaire dans un récit autobiographique sans concession, qu'elle publie d'abord dans le quotidien Le Rappel du 14 au 30 août 1876 ; elle le publie ensuite à compte d'auteur en 1879,.
Elle écrit une pétition pour réclamer sa libération, ce que lui reprochera Louise Michel. Le quatrième conseil de guerre l'auditionne le 8 octobre 1871 et l'acquitte le 17 octobre. Après sa libération, elle reprend son activité d'institutrice.

### Militantisme, participation aux congrès ouvriers
Dans la préparation du congrès ouvrier de 1876, elle prend part à la commission d'initiative du congrès. Elle est réputée être une des plus audacieuses parmi les enseignantes féministes qui souhaitent repenser l'éducation. Lors d'une réunion préparatoire le 12 août, elle intervient notamment pour affirmer que seule l'instruction obligatoire pourra résoudre la question du travail des femmes,. Au sujet de l'instruction, elle demande aussi la création d'écoles professionnelles laïques. Elle demande également que les impôts ne soient plus payés par le prolétariat, mais par le capital.
Au congrès qui se déroule à Paris du 2 au 10 octobre suivant, elle est déléguée par la Ligue française pour l'amélioration du travail des femmes dont elle est la fondatrice. Léon Richer, plus modéré qu'elle et avec qui elle a rompu, s'élève contre ce nom qu'il considère trop proche de celui de la « Société pour l'amélioration du sort des Femmes » qu'il avait créée et qui a dû être dissoute. Céleste Hardouin maintient d'abord ce nom, puis le modifie en Union et protection mutuelle des femmes, pour l'amélioration du sort des ouvrières. Le journaliste de L'Illustration la décrit au début du congrès comme une « jolie brune fort piquante, attir[ant] surtout les regards ».
Elle présente le 6 octobre au congrès un vaste projet organisant un enseignement pour les filles, dans l'objectif de l'égalité des sexes. Le principe de laïcité et le féminisme nourrissent ses propos et revendications. Le Petit Parisien publie le manifeste Union et protection mutuelle des femmes qu'elle adresse aux ouvrières de Paris : « Ouvrières, groupons-nous. Plus de plaintes qui ne trouvent que rarement un écho sympathique. Unissons nos forces et nos moyens. Plus de castes et de distinctions entre le travail manuel et intellectuel (...) ». La revue catholique Le Mouvement social la qualifie de « missionnaire du socialisme » mais se fait l'écho de la conférence qu'elle donne à Lyon et des objectifs qu'elle fixe à l'Union et protection mutuelle des femmes.
Céleste Hardouin participe ensuite au congrès ouvrier de Lyon en janvier-février 1878. Elle y est la seule femme parmi les huit membres du comité exécutif. Pour l'élection à la présidence du bureau d'une des séances, son nom est acclamé, mais après discussion elle est écartée de la présidence de la réunion, la loi s'opposant alors à la présidence d'une réunion par une femme. Le 2 février, sur l'instruction, l'enseignement professionnel et l'apprentissage, elle prononce un long discours entrecoupé d'applaudissements et suivi d'applaudissements prolongés et répétés. Elle prend part ensuite au congrès ouvrier du Havre en 1880, où elle représente les « institutrices libres et laïques ».
Son féminisme reste cependant mesuré. Selon Le Féminisme et ses enjeux, la Ligue française pour l'amélioration du travail des femmes qu'elle a créée n'est pas proprement féministe, et selon Le Maitron, Céleste Hardouin pense que la place de la femme est plutôt à la maison.
Elle diffuse une pétition réclamant la libération de Louise Michel, mais elle est désavouée par celle-ci, qui ne veut pas être libérée tant que d'autres anciens communards restent captifs. Elle va cependant l'accueillir à la gare en novembre 1880 après sa libération, mais se dispute avec elle le mois suivant, selon des rapports de police.

### Enseignement
Céleste Hardouin est par ailleurs réputée pour son enseignement. Qualifiée d'« active et laborieuse », elle fonde et dirige l'école de la Villa Poissonnière, dans le quartier de la Goutte-d'Or, qui fait également pensionnat. Ses élèves obtiennent des résultats appréciés.
Elle meurt le 9 janvier 1904 à Paris, dans le 18e arrondissement.

## Œuvres
- La Détenue de Versailles en 1871, Paris, 1879, 144 pages. – Nombreuses éditions, dernière édition Len Pod, 2017  (ISBN 2338780655 et 978-2338780656).